# Bang Khae
Bang Khae (Thai: บางแค) is een van de vijftig districten van Bangkok (khet), de hoofdstad van Thailand. Het telt (anno 2008) ruim 193.449 inwoners en ligt in het westen van Bangkok. Bang Khae heeft een oppervlakte van 44,456 km². Aangrenzende districten zijn onder andere Bang Bon, Nong Khaem en Phasi Charoen. Vanaf 2004 heeft Bang Khae het grootste inwoneraantal van alle vijftig districten van Bangkok.

## Geschiedenis
Voorheen was Bang Khae een tambon van amphoe Phasi Charoen uit de changwat Thonburi. In 1972 werden de provincies Thonburi en Phra Nakhon samengevoegd tot Krung Thep Maha Nakhon (Thai voor "Bangkok") en werd Bang Khae een subdistrict van het district Phasi Charoen (een district van de nieuwe provincie). Alhoewel de indeling in principe hetzelfde bleef, werden de termen tambon en amphoe vervangen door respectievelijk khwaeng en khet.
Op 6 maart 1998 werd het district Phasi Charoen Sakha 1 - dat enkele jaren daarvoor was opgericht ten gevolge van de stijgende populatie van het algemene district - samengevoegd met het subdistrict (kwhaeng) Lak Song, dat voorheen onderdeel was van Nong Khaem. Deze twee samen werden Bang Khae genoemd. Gelijktijdig met de oprichting van de wijk werden de vier subdistricten van Bang Khae gereorganiseerd voor administratieve doeleinden. In 2009 werden de subdistricten opnieuw aangepast.

## Indeling
Het district is opgedeeld in vier subdistricten (Khwaeng).
- Bang Khae (บางแค)
- Bang Khae Nuea (บางแคเหนือ)
- Bang Phai (บางไผ่)
- Lak Song (หลักสอง)